# 吉达地铁
吉达地铁是沙特阿拉伯吉达拟建的地铁系统。 其计划在至少五年的时间内分阶段建设多条线路，将吉达市内的公共交通通勤比例从当前的1%–2%提升至30%以上。

## 历史
吉达地铁项目于2013年3月获得沙特阿拉伯政府的批准。  法国赛思达公司于2014年被选为项目工程顾问。 英国Foster + Partners建筑事务所则负责设计地铁站/列车外观和商标形象。
目前吉达地铁仍处于规划阶段，尚未开始实质建设。

## 线路规划
吉达地铁目前共规划三条线路，总长约108公里。 三条线路将连接阿卜杜勒阿齐兹国王国际机场和阿卜杜拉·费萨尔王子体育场等重要地区。 
一条有轨电车线路也在规划中 。 